# Joan Halifax
Rōshi
Bernard Glassman
Thich Nhat Hanh
Joan Jiko Halifax (née en 1942) est une roshi Zen, anthropologue, écologiste, militante des droits civiques, soignante en hospice, et auteur de plusieurs livres sur le bouddhisme et la spiritualité.  Elle a la fonction actuellement d'abbé et professeur guidant l’Upaya Zen Center à Santa Fe, une communauté Zen Peacemaker qu’elle a fondée en 1990.  Halifax-roshi a reçu la transmission du Dharma de Bernard Glassman et de Thich Nhat Hanh.  Elle avait étudié auparavant sous la direction du maître coréen Seung Sahn.  Dans les années 1970, elle a collaboré à un projet de recherche sur le LSD avec son ex-mari Stanislav Grof, en plus d’autres collaborations avec Joseph Campbell et Alan Lomax. Elle est la fondatrice de la Fondation Ojai en Californie, qu'elle a dirigé entre 1979 et 1989.  En tant que bouddhiste socialement engagée, Halifax a réalisé un travail vaste sur la mort de par son Projet sur l’Etre avec la Mort (qu’elle a fondé).  Elle siège au conseil d'administration du Mind and Life Institute, une organisation à but non lucratif ayant pour but d’explorer la relation entre science et bouddhisme.

## Autre média

### Audio
- (en) Joan Halifax, Being With Dying, Boulder, Sounds True, 1997, audio (ISBN 978-1-56455-493-2, OCLC 37529532, lire en ligne)
- (en) Joan Halifax, Thorns and Roses Living Mindfully, New Dimensions Foundation, 1987 (OCLC 16185539, lire en ligne)
- (en) Stanislav Grof et Halifax, Joan, Optional Ways of Dying, Big Sur Recordings, 19-? (OCLC 36710741, lire en ligne)

### Vidéo
- (en) Omega Institute for Holistic Studies, Elder As Healer With Joan Halifax, Panacea Productions, 1992 (OCLC 28118179, lire en ligne)

### Photo
- Photo by Joan Halifax